# Couteau d'Avigliano
Le couteau d’Avigliano (en italien balestra aviglianese, prononciation locale /vaˈlɛstra/) est une arme blanche à double tranchant typique d'Avigliano, dans la province de Potenza, dans la région italienne région de la Basilicate. Plus qu'un couteau, c'est un poignard pliant dont la lame fine et tranchante, dite en forme de feuille d'olivier, en fait une arme très efficace.

## Nom
Le mot italien balestra signifie arbalète. C’est le nom de ce couteau en raison de la forme du ressort d’ouverture similaire à celle de l’arc d’une arbalète.

## Description
Le manche est en corne de buffle mâle, gravé de motifs. La lame, en acier damassé, est légèrement courbée, d’où le nom de feuille d'olivier. La lame est elle aussi décorée de motifs dont les rainures en augmentent l’efficacité. Elle possède un mécanisme à ressort qui évite la fermeture accidentelle une fois l’arme ouverte. Sa particularité est l'ouverture du ressort en trois clics qui, au fil du temps, ont pris une valeur symbolique : le premier clic est un signal de menace, le deuxième est un lancement de défi, et le troisième annonce le début du duel.
Les premiers modèles de cette arme étaient dépourvus de ressort et avaient une ouverture à deux rivets. Au XVIIIe siècle, l'arme acquiert ses caractéristiques définitives.

## Histoire
Les origines de l’arme remontent au milieu du XVIIe siècle. La légende veut qu'elle ait été créée par un forgeron d’Avigliano pour défendre l'honneur de la  femme dont il était tombé amoureux et qu’il allait épouser. Pour lui permettre de se défendre au cas où le seigneur local aurait voulu exercer son droit de cuissage, le forgeron a fabriqué un poignard avec lequel la femme, arrivée au rendez-vous avec le châtelain, a frappé et blessé le châtelain. La légende raconte qu’il se vida de son sang dans une rue surnommée depuis Cavalcavia del Riscatto (rue du rachat).
Au fil du temps, l’arme prend le nom de couteau de l’amour et un objet qu’un homme offre à sa fiancée en gage d’amour et de fidélité.
Le couteau gagne en popularité à l'époque du brigandage post-unitaire, devenant l'arme préférée des meneurs tels que Carmine Crocco et  Ninco Nanco. À cette époque, la demande était considérable, de sorte que le bois remplaçait souvent la corne de buffle pour augmenter la production et diminuer les coûts. Entre le XIXe siècle et le XXe siècle, la production de couteaux est l'une des activités prédominantes de l'artisanat d'Avigliano. C’est une arme défensive qu’emportent avec eux ceux qui émigrent aux Amériques et ceux qui partent au front. C’est également une arme individuelle utilisée dans les règlements de compte. Le régime fasciste met en place des mesures législatives pour en abolir l’utilisation.
Au XXIe siècle, un unique artisan, Vito Aquila, fabrique ces pièces de collection recherchées,.